# Чаган-Узунский источник
Чаган-Узунский — водный источник (родник), в Алтайских горах, административно находится в Кош-Агачском районе, Республики Алтай.
В 1978 году источник включен в список памятников природы Горно-Алтайской Автономной области, этот список был обновлён решением Совета народных депутатов в 1980, постановлениями правительства Республики от 1996 и 2013. Входит в действующий список памятников природы Республики Алтай.

## Местонахождение
Источник находится на западном склоне Курайского хребта, в 20 метрах от дороги Чуйский тракт, по правому берегу реки Чуя недалеко от впадения в неё реки Чаган-Узун. Высота источника над уровнем моря — 1749 м.

## Описание

### Общее описание
Родник нисходящего типа, через который разгружаются поземные воды зоны трещиноватости вулканогенных пород.
Источник представляет собой сосредоточенный выход из под коренного склона трещинно-жильных вод из порфиритов. Горный ручей, образованный родником впадает в Чую через 60 метров.

### Гидродинамический и температурный режим
Дебит родника меняется в пределах от 0,005 до 0,9 л/сек. Замечены краткие периоды полного «исчезновения» воды в источнике. По классификации родников дебит источника оценивается как незначительный, переменный.
Температура вод в роднике колеблется от 1,5 до 3,3 °C, по классификации вод — холодный.

### Качественный состав вод
Гидрохимический и микроэлементный состав вод родника отличается сезонной непостоянностью, кроме того наблюдается зависимость от сейсмической обстановки в регионе. Воды источника по составу гидрокарбонатные, сульфатно-гидрокарбонатные магниево-кальциевые.
Пресные, с минерализацией 0,52-0,75 г/дм³; умеренно жёсткие, жёсткие с показателем жёсткости 6,15-8,7 мг/дм³ с тенденцией увеличения в последние годы. По показателю pH — 7,6-9,34 нейтральные, щелочные.
Из биогенных веществ в водах родника обнаружены: метакремнёвая кислота 25,6-33,8 мг/дм³; органическое вещество 7,47 мг/дм³; свободная двуокись углерода 54 мг/дм³.
а также в мг/дм³:
- селен -до 0,00067
- железо — 33
- марганец — до 0,014
- цинк — 0,029
- ртуть — 0,000006
- мышьяк — 0,0012
- литий — до 0,024
- алюминий — до 0,38
- медь — 0,001
- хром −0,017
- барий — до 0,1
- кобальт — до 0,0021
- бор — 0,25
- уран — 0,006
- кадмий — отсутствует
- бериллий — отсутствует
- сурьма — отсутствует
- таллий — отсутствует

Показатели по фтору и йоду соответственно 0,05-0,64 мг/дм³ и 0,0025-0,0039 мг/дм³.
Азотистые загрязнители присутствуют в концентрациях: соли аммония до 0,33 мг/дм³; нитриты до 0,0 мг/дм³; нитраты от 0,19 до 27,97 мг/дм³.

### Качество вод
Качество вод на роднике по определённым показателям отвечает нормам СанПиН 2.1.4.1074-01, за исключением жёсткости, которая несколько выше ПДК.
По нормативам физиологической полноценности характеризуемые воды родника по величине катионов, анионов, жесткости имеют не оптимальный диапазон.
Наличие в составе вод таких компонентов как метакремнёвая кислота (25,6 мг/дм³ при нормативе 50 мг/дм³ по СанПиН 13273-88, органический кислород (7,47 мг/дм³ при нормативе 5 мг/дм³ по СанПиН 13273-88), а также таких биологически активных микроэлементов как медь, железо, марганец, селен и другие микроэлементы воды родника можно использовать как нативные пресные воды, с применением специальной реагентной водоподготовки (умягчение вод)..

## Традиционное использование
Местным жителям давно известны особенные свойства воды в роднике. Особенно подчеркивается способность воды из источника помогать при глазных болезнях.
Легендарная история повествует об изобличении охотники Айдучи, которому вода помогла после многих лет слепоты, вновь обрести зрение.
Согласно Алтайским обычаям лечение неотделимо от молитв и благопожеланий духам, выражающиеся в том числе в повязывании ленточек дьялома (кыйра) к веточкам деревьев, растущих рядом с родником.
И сегодня, Чаган-Узунский источник, как и многие другие на Горном Алтае отмечен привязанными особым способом ленточками, место требует от всех соблюдения чистоты и порядка, да бы не обидеть духа родника.

## Инфраструктура
Источник находится в 20 метрах от федеральной трассы Чуйский Тракт. Оборудована автобусная остановка, ниже родника есть туалет, место для отдыха, организован сбор мусора.